# Milena Meisser
Milena Meisser (ur. 2 kwietnia 1979 w Davos) – szwajcarska snowboardzistka. Startowała w gigancie równoległym na igrzyskach w Salt Lake City, ale nie ukończyła zawodów. Najlepszy wynik na mistrzostwach świata uzyskała na mistrzostwach w Madonna di Campiglio, gdzie zajęła 38. miejsce w gigancie równoległym. Najlepsze wyniki w Pucharze Świata osiągnęła w sezonie 2000/2001, kiedy to zajęła 63. miejsce w klasyfikacji generalnej.
W 2004 r. zakończyła karierę.

## Sukcesy

### Igrzyska olimpijskie
| Miejsce | Dzień     | Rok  | Miejscowość    | Konkurencja       | Zwycięzca      |
| ------- | --------- | ---- | -------------- | ----------------- | -------------- |
| DNF     | 15 lutego | 2002 | Salt Lake City | Gigant równoległy | Isabelle Blanc |

### Mistrzostwa Świata
| Miejsce | Dzień       | Rok  | Miejscowość          | Konkurencja       | Zwycięzca      |
| ------- | ----------- | ---- | -------------------- | ----------------- | -------------- |
| DNF     | 23 stycznia | 2001 | Madonna di Campiglio | Gigant            | Karine Ruby    |
| 38.     | 24 stycznia | 2001 | Madonna di Campiglio | Gigant równoległy | Ursula Bruhin  |
| DNF     | 13 stycznia | 2003 | Kreischberg          | Gigant równoległy | Ursula Bruhin  |
| DSQ     | 15 stycznia | 2003 | Kreischberg          | Slalom równoległy | Isabelle Blanc |

### Puchar Świata

#### Miejsca w klasyfikacji generalnej
- 2000/2001 - 63.
- 2001/2002 - -
- 2002/2003 - -
- 2003/2004 - -

#### Miejsca na podium
1. Park City – 4 marca 2001 (Gigant równoległy) - 3. miejsce